# Вуллонгонг Вулвз
Футбольний клуб «Вуллонгонг Вулфс» (англ. Wollongong Wolves Football Club) — австралійський футбольний клуб з Вуллонгонга, заснований у 1980 році. Виступає у Чемпіонаті Нового Південного Уельсу. Домашні матчі приймає на стадіоні «Вуллонгонг Шоуграунд», місткістю 23 000 глядачів.

## Досягнення

### Національні
- Національна ліга Австралії
  - Прем'єр: 1988
  - Чемпіон: 1999–2000, 2000–01

### Міжнародні
- Ліга чемпіонів ОФК
  - Чемпіон: 2001.